# أدلات مامادوف
أدلات مامادوف (3 أغسطس 1974 – 30 مارس 2003) هو ملاكم أذربيجاني راحل، مثّل بلاده في الألعاب الأولمبية الصيفية 1996.

## وصلات خارجية
أدلات مامادوف على موقع أوليمبيديا (الإنجليزية)